# Арка на Константин
Константиновата арка е триумфална арка с три входа в Рим. Тя е построена в чест на император Константин за победата му над неговия противник Максенций на Милвийски мост на 28 октомври 312 г. Намира се между Колизей и Палатин на улица Via Triumphalis.
Константиновата арка е започната да се строи през 312 г. и е осветена на 25 юли 315 г. На този ден Константин празнува своята десетгодишнина като император (decennalia). Тя се строи по нареждане на сената.
Константиновата арка е най-голямата и най-младата от останалите още три арки около Форум Романум в Рим. Арката е 21 метра висока, 25,7 метра широка и има входна дълбочина от повече от 7 метра. Тя се отличава от другите арки най-вече с това, че всички нейни части и коринтски колони са взети от по-стари паметници и сгради.

## Надпис на Константиновата арка
Запазен надпис:
IMP · CAES · FL · CONSTANTINO · MAXIMO ·
P · F · AVGUSTO · S · P · Q · R ·
QVOD · INSTINCTV · DIVINITATIS · MENTIS ·
MAGNITVDINE · CVM · EXERCITV · SVO ·
TAM · DE · TYRANNO · QVAM · DE · OMNI · EIVS ·
FACTIONE · VNO · TEMPORE · IVSTIS ·
REM-PVBLICAM · VLTVS · EST · ARMIS ·
ARCVM · TRIVMPHIS · INSIGNEM · DICAVIT
Надписът, запълнен с липсващите букви:
IMPERATORI CAESARI FLAVIO CONSTANTINO MAXIMO
PIO FELICI AUGUSTO SENATUS POPULUSQUE ROMANUS
QUOD INSTINCTU DIVINITATIS MENTIS
MAGNITUDINE CUM EXERCITU SUO
TAM DE TYRANNO QUAM DE OMNI EIUS
FACTIONE UNO TEMPORE IUSTIS
REM PUBLICAM ULTUS EST ARMIS
ARCUM TRIUMPHIS INSIGNEM DICAVIT
Превод на надписа (по смисъл):
На император Флавий Константин Велики,
благочестивият и щастлив Август, дават Сенатът и народът на Рим,
защото той по божествено вдъхновение и чрез великия си ум
със своята войска
както на тирана така също и на неговите
поддръжници в едно време
отмъсти за държавата със справедливо оръжие,
е посветена тази Триумфална арка.